# Resolutie 281 Veiligheidsraad Verenigde Naties
Resolutie 281 van de Veiligheidsraad van de Verenigde Naties werd met unanimiteit aangenomen op 9 juni 1970.

## Achtergrond
Na het geweld op de eilandstaat Cyprus werd in 1964 de VN-vredesmacht UNFICYP gestationeerd. Deze missie werd keer op keer verlengd.

## Inhoud
De Veiligheidsraad merkte in het rapport van de Secretaris-Generaal van 1 juni dat het nodig was om de vredesmacht UNFICYP op Cyprus te behouden om de vrede te bewaren. De Veiligheidsraad merkte ook op dat de overheid van Cyprus ermee instemde dat het nodig was om de vredesmacht na 15 juni voort te zetten. In het rapport werd ook de toestand op het eiland bemerkt.
De Veiligheidsraad bevestigde de resoluties 186, 187, 192, 193, 194, 198, 201, 206, 207, 219, 220, 222, 231, 238, 244, 247, 254, 261, 266 en 274.
De Veiligheidsraad drong erop aan dat de partijen zich terughoudend zouden opstellen en zouden constructief samenwerken om de doelstellingen van de Veiligheidsraad te bereiken. De vredesmacht werd nogmaals verlengd, tot 15 december.

## Verwante resoluties
- Resolutie 266 Veiligheidsraad Verenigde Naties
- Resolutie 274 Veiligheidsraad Verenigde Naties
- Resolutie 291 Veiligheidsraad Verenigde Naties
- Resolutie 293 Veiligheidsraad Verenigde Naties

Lijst ·  276 ·  277 ·  278 ·  279 ·  280 ·  281 ·  282 ·  283 ·  284 ·  285 ·  286 ·  287 ·  288 ·  289 ·  290 ·  291